# Teleogramma
Teleogramma ist eine im mittleren und westlichen Kongobecken in Stromschnellen und anderen Regionen mit schnell fließendem Wasser vorkommende Gattung aus der Familie der Buntbarsche (Cichlidae).

## Merkmale
Teleogramma-Arten besitzen einen extrem schlanken, vorne drehrunden und hinten abgeflachten Körper und erreichen Körperlängen von acht bis zwölf Zentimeter. Weibchen bleiben etwas kleiner. Ihre Schwimmblase ist reduziert, die Schuppen sind sehr klein. Im Unterschied zu fast allen anderen Buntbarschen haben sie nur eine vollständige Seitenlinie, worauf der Gattungsname verweist (Gr.: „teleios“ = vollständig + „gramma“ = Linie). Alle fünf Teleogramma-Arten sind schwärzlich gefärbt, laichreife Weibchen haben einen dunkelroten Bauch. Der Rückenflossenrand sowie der dorsale Rand der Schwanzflosse sind weiß gesäumt. Exemplare, die kein Revier besitzen, sowie gestresste Fische werden hell und zeigen dunkle, senkrechte Streifen auf den Körperseiten.

## Lebensweise
Teleogramma-Arten kommen wahrscheinlich ausschließlich in Stromschnellen oder in unmittelbarer Nähe von Wasserfällen vor und bewohnen dort in geringer Dichte Höhlen und Spalten zwischen den Steinen. Sie sind wahrscheinlich relativ selten und ernähren sich von Insektenlarven, kleinen Krebstieren und kleinen Fischen. Sie vermehren sich als paarbildende Höhlenbrüter, wobei das Männchen das Revier verteidigt, während das Weibchen die Brutpflege übernimmt. Die Gelege sind klein (etwa 30 Eier).

## Arten
Zurzeit (April 2015) werden fünf Arten in die Gattung Teleogramma gestellt. Sie sind sich sehr ähnlich und können nur durch das Abzählen der Flossenstrahlen voneinander unterschieden werden.
- Teleogramma brichardi Poll, 1959
- Teleogramma depressa Roberts & Stewart, 1976
- Teleogramma gracile Boulenger, 1899 (Typusart)
- Teleogramma monogramma (Pellegrin, 1927)
- Teleogramma obamaorum Stiassny & Alter, 2015